# Passarela da Rocinha

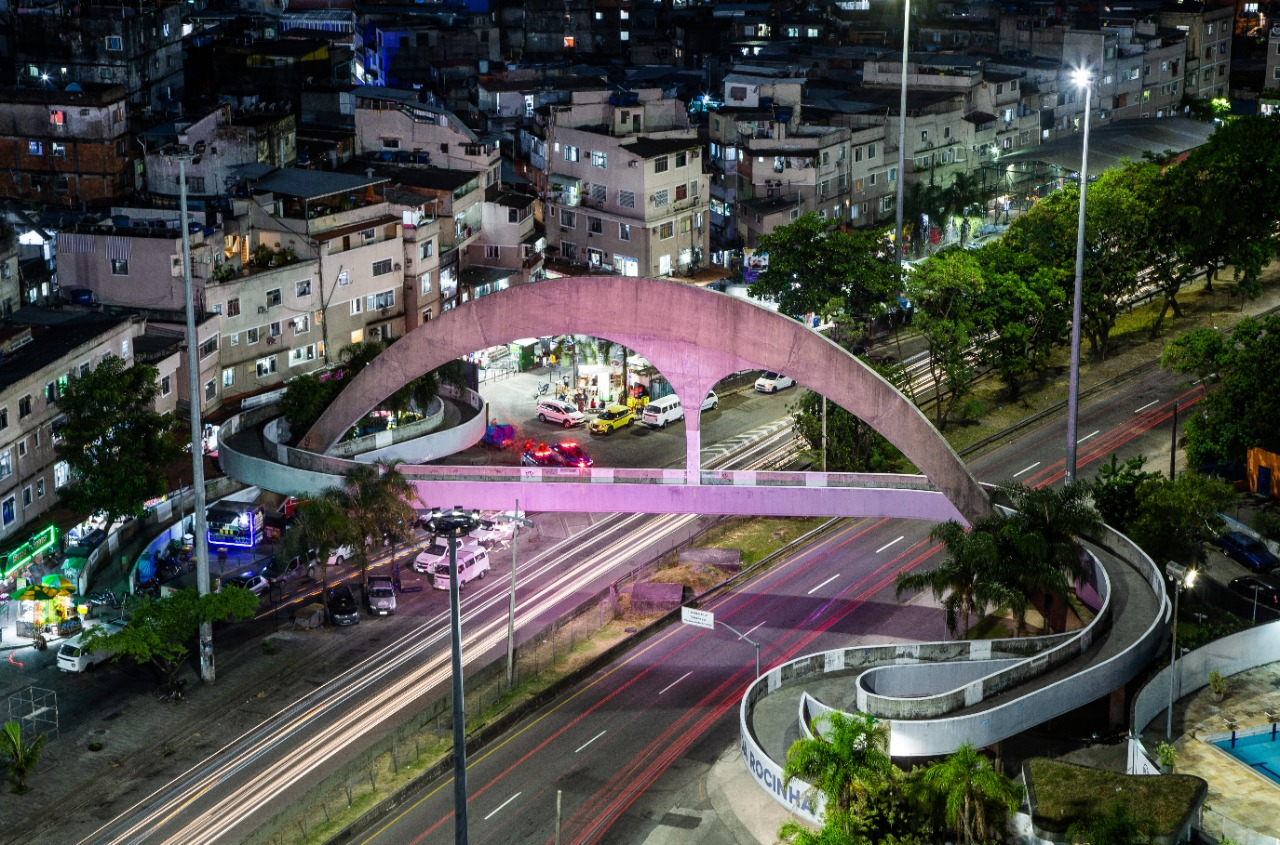
A Passarela da Rocinha iluminada de roxo, em 2022.

A Passarela da Rocinha é uma passarela de pedestres situada no bairro da Rocinha, na Zona Sul da cidade do Rio de Janeiro. Cruza a Autoestrada Lagoa-Barra, ligando a favela à Vila Olímpica da Rocinha. Foi projetada pelo arquiteto Oscar Niemeyer. Foi inaugurada no dia 27 de junho de 2010, em cerimônia que contou com a presença do governador Sérgio Cabral, do vice-governador Luiz Fernando Pezão e do então candidato a vice-presidente Michel Temer. A passarela foi feita no âmbito do Programa de Aceleração do Crescimento (PAC), que tinha como objetivo impulsionar o crescimento econômico do Brasil.
Possui aproximadamente 60 metros de extensão. O ponto mais alto do arco que compõe a passarela fica a 20 metros da pista da Autoestrada Lagoa-Barra e a 14 metros do piso da passarela. Conta com três rampas de acesso, sendo duas no lado do complexo esportivo e uma no lado da favela. A passarela, que possui linhas sinuosas, foi construída em concreto. O arco em M simboliza a mulher carioca, retratada como bela e cheia de curvas.